# Khanat de Kouba
1680 – 1810
Le khanat du Kouba est un Khanats d'Azerbaïdjan semi-indépendant dont le territoire se trouve situé dans l'Azerbaïdjan actuel et dans le sud du Daghestan, et qui s'est constitué le long de la mer Caspienne dans la partie maritime de l'ancien domaine des Chirvanchahs annexé par les Séfévides au  XVIe siècle. Pendant la seconde moitié du XVIIIe siècle Kouba est un moment le khanat le plus puissant de la région.

## Historique

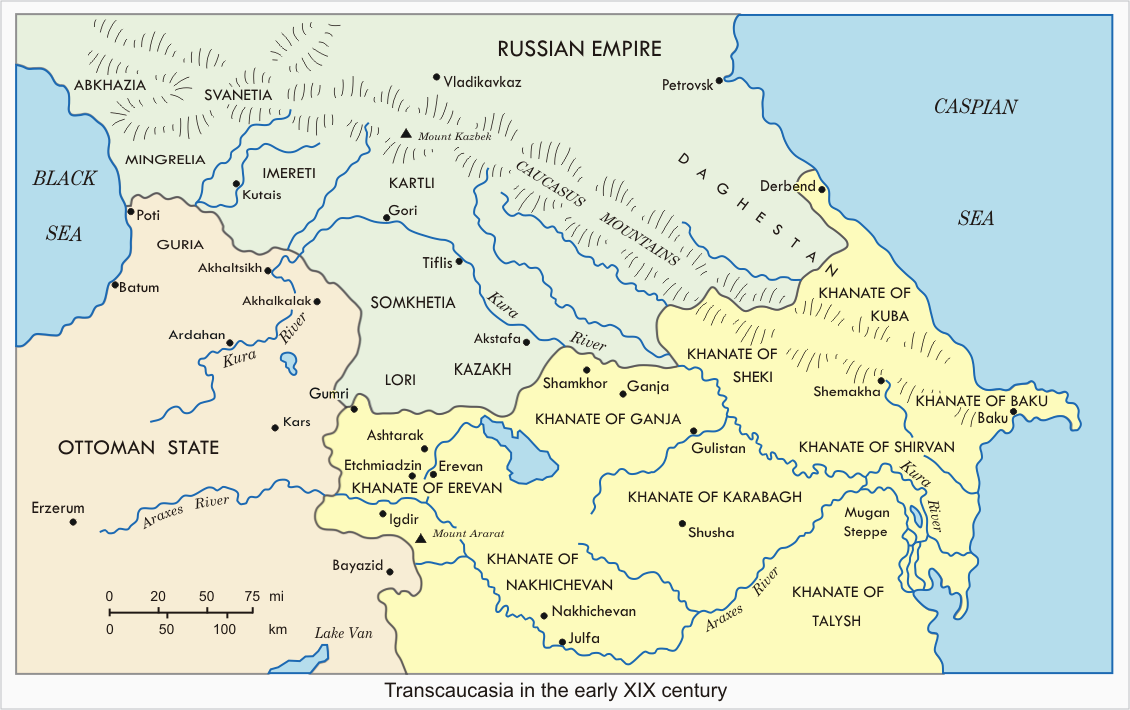
Les khanats de Transcaucasie au début du XIXe siècle.

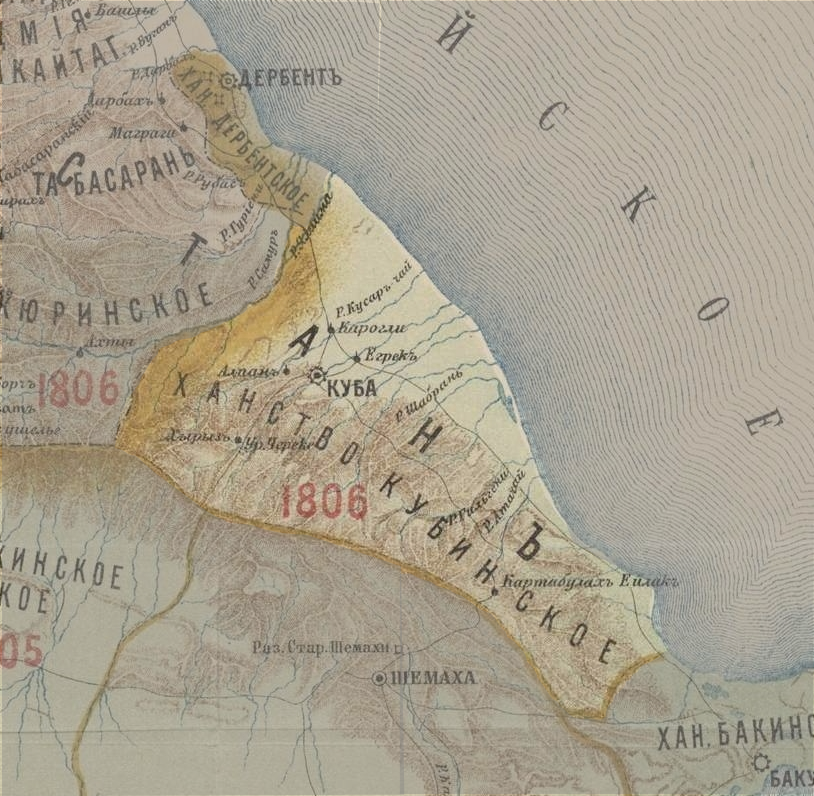
Khanat de Guba sur la carte du Caucase avec les frontières 1801-1813

Sous le règne du Chah séfévide Sulayman Ier, Husayn Khan, un membre du clan Kaytak du Daghestan chassé de ses domaines par des rivaux, se rend à Ispahan où il se convertit au chiisme. Il gagne la confiance du Chah qui le nomme khan de Kuba et de Saliyan. Husayn bâtit la citadelle de Khudad dont il fait sa capitale.
Son petit fils Husayn Ali Khan, avec l'aide  de Pierre le Grand, regagne le territoire perdu au Daghestan mais sa position est fragilisée par l'alliance de Sûrhay  Chamkhal de Qazi-Qumuq et de Hadji Dawud, un chef religieux, qui contrôlent la plus grande partie du Daguestan sous la suzeraineté de l'Empire ottoman depuis 1712. Nâdir Shâh rend Saliyan à Husayn Ali mais l'effondrement de la puissance de l'Iran après la mort de Nâdir suscite l'ambition des dynaste locaux.
Husayn Ali transfère sa capitale de Khudad à Kouba et annexe Shabaran et Kulban avant de mourir en 1758. Son fils Feth Ali Khan recherche l'appui de Catherine II de Russie qui envoie une expédition à Derbent en 1775 sous le prétexte de venger la mort en captivité l'année précédente d'un académicien nommé Samuel Gottlieb Gmelin. Avec l'aide des Russes, Fath Ali Khan établit son autorité sur ce qu'il estime être son patrimoine héréditaire du Daghestan, de Kouba et de Saliyan. Il s'était emparé également de Derbent en 1766, du khanat de Chirvan (1767) et contrôlait le khanat de Bakou (1768-1772).
Fath Ali tente d'étendre son influence au-delà du  Chirvan ; en 1778, il dépêche 9 000 hommes au Gilan pour restaurer Hidayat Khan, chassé par les Qadjars. En 1788, il se saisit d'Ardabil où les « Chahsevan » reconnaissent son autorité  pendant que les khanats du Karabagh et de Tabriz recherchent son alliance. Fath Ali est finalement repoussé dans ses domaines par Agha Mohammad Shah lorsqu'il meurt de maladie en 1789.
Après le bref règne de son frère aîné, Sheik Ali Agha monte sur le trône en 1791. Le khanat de Kouba est une première fois occupé par les Russes  pendant  l'expédition russe en Perse de 1796. Le général  Valérien Zoubov capture le khan et sa famille et donne Derbent conjointement à son frère Hassan et à sa sœur Peri Djahan Khanun. Sheik Ali réussit à s'échapper. L'arrivée au pouvoir de Paul Ier de Russie entraîne le retrait des troupes russes et le khan recouvre Derbent après la mort d'Hassan.
En 1801, les khans du Caucase du Sud envoient une délégation au nouveau tsar Alexandre Ier pour faire des propositions de paix. Mais à la suite d'une nouvelle expédition en 1806, Sheik Ali Agha doit accepter la suzeraineté russe, qui entraîne l'annexion de Derbent, avant d'être déposé en 1808 pour sa compromission dans le meurtre du général Paul Tsitsianov. Il est remplacé par des obligés du pouvoir russe. La situation est confirmée par le traité de Golestan de 1813. Bien que l'ancien khan crée des troubles jusqu'à sa mort en 1811, Kouba est définitivement annexée en 1816.

## Khans de Kouba
- Avant 1700 : Husayn Khan (ru) ;
- avant 1721 : Sultan Ahmad Khan, son fils ;
- 1722-1758 : Husayn Ali Khan, son fils ;
- 1758-1789 : Fath Ali Khan (en), son fils ;
- 1789-1791 : Ahmad Khan (en), son fils ;
- 1791-1808 : Sheik Ali Agha (en), son frère mort en 1811 ;
- 1809-1810 : Mirza Muhammad II (en), khan de Bakou (1783-1791 et 1797-1801) ;
- 1810-1816 : Hasan Khan.